# SIM卡

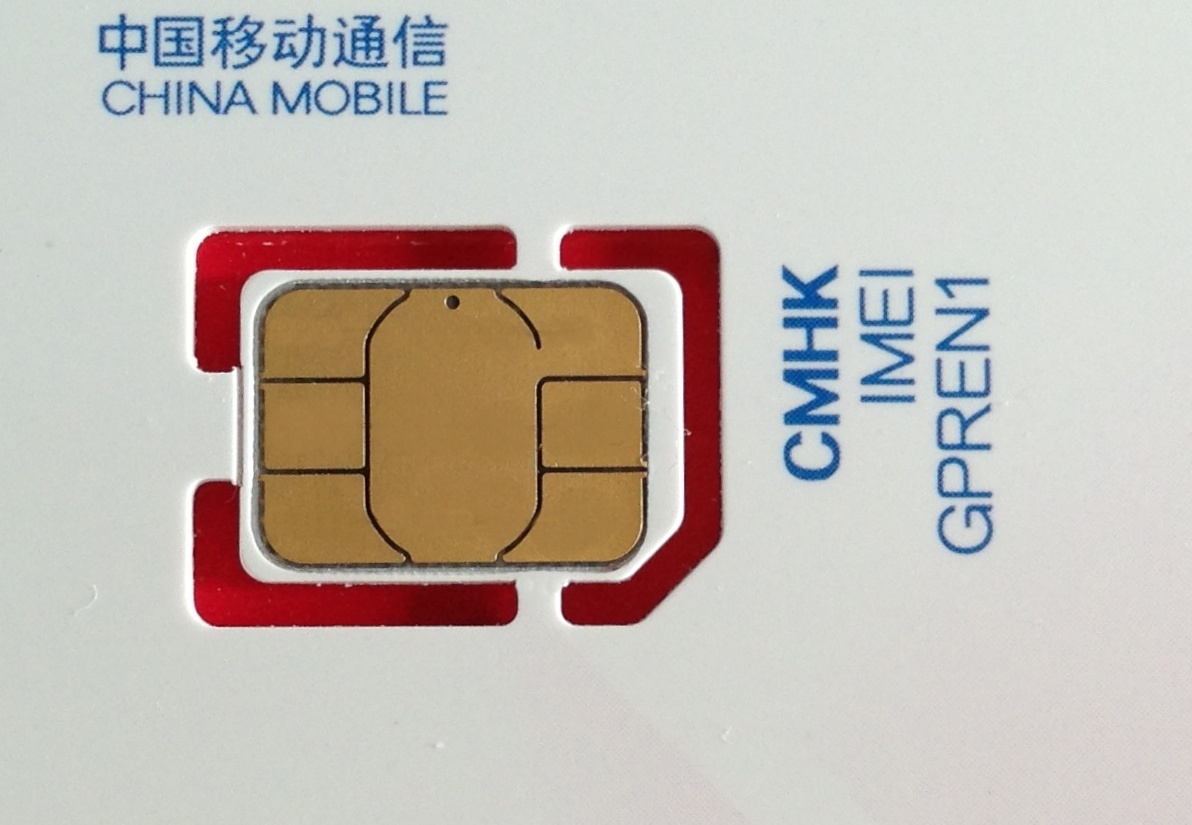
未从卡上取下的Nano SIM（4FF）

由左至右分別是：full-size SIM（1FF）、mini-SIM（2FF）、micro-SIM（3FF）和nano-SIM（4FF）

用户身份模块（Subscriber Identity Module，SIM），通常称为“SIM卡”、“电话卡”或“手机卡”，是主要用于存储用户身份识别資料、簡訊数据和电话号码的智能卡。
SIM卡主要用于GSM网络和UMTS网络，但是兼容的模块也可以用于IDEN电话。有人把CDMA2000和cdmaOne的RUIM卡和UIM卡，也称作SIM卡，虽然两者作用类似，并遵守了一样的所有机械、电气标准和部分软件标准，但是上层应用并不一定兼容。
SIM由CPU、ROM、RAM、EEPROM和I/O电路组成。用户使用SIM时，实际上是手机向SIM卡发出命令，SIM卡应该根据标准规范来执行或者拒绝；SIM卡并不是单纯的訊息存储器。
SIM卡的唯一標識是ICCID。截至2020年，eSIM在某些领域正在取代实体SIM卡，包括蜂窝电话通信。eSIM使用嵌入式且不可拆卸的eUICC内的软件SIM卡。

## 物理規格
SIM卡存在三种工作电压：5 V、3 V和1.8 V （ISO/IEC 7816-3 分类 A、B 和 C）。1998年以前大部分SIM卡工作在5 V电压下，之后生产的SIM卡分别支持3 V 和 1.8 V。现在所使用的SIM支持5 V、3 V和1.8 V三种电压。
当前的SIM卡允许在用户使用时载入程序运行。这些程序通过SIM工具箱与手机或者服务器进行交互通讯，此规范由3GPP在TS 11.13中提出。欧洲电信标准协会（ETSI）有一个与此相同但编号相异的规范。SIM卡规格现由3GPP和ETSI维护；主要规范有：ETSI TS 102 223、ETSI TS 102 241、ETSI TS 102 588和ETSI TS 131 111。SIM工具箱程序使用私有API编写。为了保证程序的交互使用性，ETSI提出了Java Card的解决方案。其他标准和规范由Global Platform进行维护。
SIM物理规格遵守UICC的规定，有四種型号：
1. 最早的版本的尺寸是与标准信用卡相同（85×54×0.78毫米），触点则符合ISO 7816对ID-1型IC卡的规定。
2. 由于手机小型化，SIM 卡在相当长的一段时间一般裁剪为25×15毫米的插入式（如图所示，即UICC plug in）。此种尺寸的 SIM 卡又稱「Mini SIM」，发售时一般嵌在一个ID-1型卡中，使用前沿着预制切口取下。
3. 2003年，歐洲電信標準協會（European Telecommunications Standards Institute）再從Mini SIM發展出縮小為15×12毫米的「Micro SIM」卡，Micro SIM卡首次使用在蘋果公司所推出的iPad及iPhone 4。
4. 2011年，苹果公司提出「Nano SIM」卡（8.8×12.3毫米）标准，经过2012年的一番竞争，该标准被欧盟采纳为4FF标准。当时欧洲各電訊商屯積了數以百萬計的「Nano SIM」卡以應付iPhone 5、 iPhone 6及iPhone 6 plus 。[4]目前，越来越多的智能手机制造商采用该尺寸的SIM卡作为标准。
5. 因應穿戴式裝置、車載裝置及未來物聯網的需求，2010年代之後發展出「嵌入式SIM卡」（eSIM, Embedded-SIM），這種SIM卡遠小於Nano SIM，安裝於裝置內，一般無法由使用者自行更換，但用戶若需要切換行動網路業者時，不需更換實體SIM卡，僅需在申請後切換裝置內設定即可。
6. 2014年，蘋果公司推出Apple Sim，率先應用於自家平板，惟其規格有少部分與E-Sim不盡相同，直到2017年自家手錶才開始採用E-Sim。

由于不同的SIM卡标准间唯一的差异便是尺寸，触点标准则完全相同，电信运营商会发行多合一SIM卡，沿不同的裁剪线裁剪即可得到不同尺寸的SIM卡。市场上亦有剪卡器（将大尺寸SIM卡剪成小尺寸）与卡套（将小尺寸SIM卡还原为大尺寸）售卖。
| SIM卡            | 引入时间 | 引入标准                          | 长度 （mm） | 宽度（mm） | 厚度（mm） |
| ---------------- | -------- | --------------------------------- | ----------- | ---------- | ---------- |
| Full-size（FF）  | 1991年   | ISO/IEC 7810:2003, ID-1           | 85.60       | 53.98      | 0.76       |
| Mini-SIM（2FF）  | 1996年   | ISO/IEC 7810:2003, ID-000         | 25.00       | 15.00      | 0.76       |
| Micro-SIM（3FF） | 2003年   | ETSI TS 102 221 V9.0.0, Mini-UICC | 15.00       | 12.00      | 0.76       |
| Nano-SIM (4FF)   | 2012年   | ETSI TS 102 221 V11.0.0           | 12.30       | 8.80       | 0.67       |
| Embedded-SIM     | 2017年   | JEDEC Design Guide 4.8, SON-8     | 6.00        | 5.00       | <1.0       |

## 標準

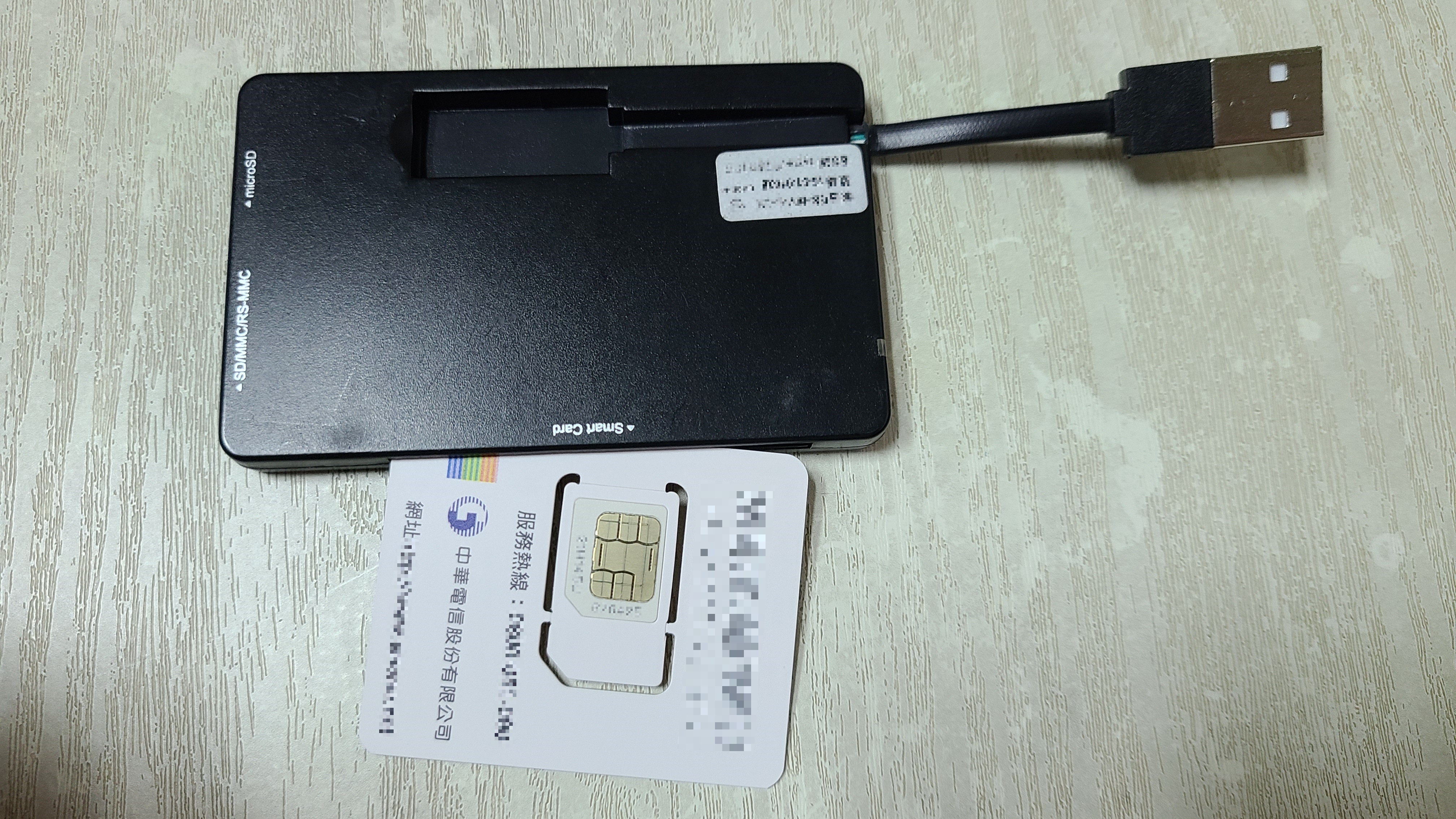
一張sim卡插入读卡器，可以當成智慧卡用个人电脑讀取或寫入聯絡人電話簿到sim卡內

SIM已经被GSM11.11标准规范化，用户可以在手机之间轻易移动其帐户、短消息和号码簿。理论上与之类似，用户也可以在旧运营商提供的手机上，插入新运营商的SIM卡以改变帐户。但是很多运营商在其销售的定制手机上使用SIM卡锁，以防止用户流失到竞争对手。SIM解锁是否合法，视各国法律而定。
卡内的個人識別碼可以保护卡内所存储的内容以及卡的使用。

## 漏洞与安全
2013 年，RT频道报道，德国密码破译专家研究发现，全球大约有7.5亿用户使用的SIM卡存在漏洞。专家已将这一发现通报给国际电信联盟，该联盟也已着手通知相关厂商及时修补漏洞。
SIM卡只支持单向鉴权，不支持双向鉴权。即网络对手机（SIM）进行合法性的认证，缺乏用户对网络的认证，这就给诸如“伪基站”这样的不法行为留了空子，其后果为犯罪分子任意冒用他人手机号码或任意号码强行向用户手机发送诈骗、推销等垃圾短信。将手机卡升级成USIM卡就可以解决这一漏洞。

### 密码保护
SIM卡内共有四种类型的密码：
- PIN码（Personal Identification Number，又称PIN1码）：该密码可由用户自行设置，可用于开机解锁等操作，如果输错3次，SIM卡会被锁住，此时需要使用PUK码解锁
- PUK码（Personal Unlock Key，又称PUK1码）：该密码由运营商提供，可用于在PIN码输错3次后解锁并重置PIN码，如果输错超过10次，SIM将无法继续使用，此时需要向运营商申请换卡
- PIN2码：主要用于计费等，如果输错3次，SIM卡会被锁住，此时需要使用PUK2码解锁
- PUK2码：该密码由运营商提供，可用于在PIN2码输错3次后解锁并重置PIN2码，如果输错超过10次，SIM将无法继续使用，此时需要向运营商申请换卡

## SIM卡須和通訊裝置互相配合
世界各國在行動通訊上會有不同的使用頻率（例如：700MHz、900MHz、1800MHz、1900MHz）和行動通訊技術（例如：2G、3G、3.9G、4G），SIM卡也分為2G、3G、3.9G、4G，兩者如果沒有互相搭配好，會造成設備無法使用該電信系統的最佳規格，甚至完全無法使用。
例如2G手機搭配3G的USIM卡，只能接收2G的訊號，行動數據網路將只有2G的規格。
例如沒有支援700MHz的手機，卻搭配使用700MHz電信商提供的USIM卡，將會完全無法使用。
SIM卡搭配支援該SIM卡格式、電信商的設備，這樣才能使用最佳的規格。如4G的USIM卡使用4G手機，在使用語音通訊時，依序由4G的VoLTE→3.9G→3G→2G切換，最佳化語音系統的通話品質。